# Siphamia roseigaster
Siphamia roseigaster is een straalvinnige vissensoort uit de familie van kardinaalbaarzen (Apogonidae). De wetenschappelijke naam van de soort is voor het eerst geldig gepubliceerd in 1887 door Ramsay & Ogilby.